# Apiacá do Tocantins
Apiaká (Apiacá, Apiacá do Tocantins), jedno od plemena američkih Indijanaca porodice Cariban koje je obitavalo blizu ušća rijeke Tocantins u brazilskoj državi Pará. Girard (1971), jezično Apiake klasificira užoj grupi (pod-porodici) Arará zajedno s Arara, Parirí i Yarumá. Jezik je nestao, a jezično se razlikuju od istoimenog Tupian plemena s gornjeg Tapajóza. 

## Vanjske poveznice
- Arara  Arhivirana inačica izvorne stranice od 6. travnja 2008. (Wayback Machine)